# Adullamkerk
De Adullamkerk is een kerkgebouw van de Gereformeerde Gemeenten aan de Ds. Fransenlaan 6 in Barneveld. De kerk is in 2008 gebouwd naar een ontwerp van architectenbureau Van Beijnum uit Amerongen. De bakstenen zaalkerk had 1.376 zitplaatsen, maar na uitbreiding in 2021 zijn dat er 1.936.

## Geschiedenis
In 1895 werd de Gereformeerde Gemeente in Barneveld gesticht en werd er een kerk gebouwd aan de Nairacstraat. Ondanks de grote afsplitsing van de Gereformeerde Gemeente in Nederland in 1953 bleef de gemeente groeien en in 1967 werd de Rehobothkerk gebouwd. Rond 1980 kampte deze kerk ook met plaatsgebrek en besloot men leesdiensten te gaan houden in een school in Wekerom. Daar kwamen elke zondag zo’n 300 leden samen en na anderhalf jaar werd de gemeente De Valk-Wekerom geïnstitueerd. In 1985 kreeg deze gemeente een eigen kerkgebouw aan de Hoge Valkseweg in Wekerom en telt momenteel circa 1.600 leden.
Desondanks bleef de gemeente te Barneveld doorgroeien en in 1998 werd de Rehobothkerk verbouwd en uitgebreid. Ook dit bleek op termijn onvoldoende en in maart 2002 werd besloten de gemeente te splitsen. Er werd grond gekocht aan de Lunterseweg, waarop de tweede kerk van deze gemeente werd gebouwd: de Adullamkerk met 1.376 zitplaatsen.
In 2021 is een galerij in de kerk aangebracht. Het totaal aantal zitplaatsen is daarmee uitgebreid naar 1.936.

## Kerkgebouw
Het gebouw beschikt behalve de kerkzaal, ook over een trouwzaal en drie zalen die door middel van een flexibele wand tot een grote zaal kunnen worden omgevormd. Bij de kerk is een parkeerterrein aangelegd voor 355 auto's en een fietsenkelder voor 360 fietsen. De kerk is in december 2008 in gebruik genomen. Het hoogste punt van het gebouw is 34,6 meter.
Het brutovloeroppervlak bedraagt 4.035 meter en de inhoud van het gebouw is 28.600 m³.

## Kerkdiensten
Op 12 mei 2009 is de nieuwe gemeente Barneveld-Zuid geïnstitueerd. Hiermee is de Gereformeerde Gemeente van Barneveld in tweeën gedeeld, waarbij de Achterveldseweg, de Barneveldse Beek, de Lunterseweg en de Valkseweg de grens vormen. De beide Gereformeerde Gemeenten van Barneveld tellen samen in totaal  4.586 leden (zonder de gemeenten Kootwijkerbroek en De Valk. De Gereformeerde Gemeente Barneveld-Centrum telt 2393 leden en de Gereformeerde Gemeente Barneveld-Zuid 2193 leden. De diensten staan in de bevindelijk gereformeerde traditie, waarbij de verkondiging van het Woord centraal staat. De gemeente zingt de psalmen in de berijming uit 1773.

## Orgel
In het gebouw werd in het laatste kwartaal van 2011 een nieuw orgel geplaatst van de Groninger orgelbouwer Mense Ruiter. In het orgel werd zo'n 12 kubieke meter schoon hout verwerkt, ongeveer acht bomen. Eiken en grenen uit Zuid-Duitsland en Roemeens vuren. De bomen waren circa 150 jaar oud. Het gezaagde hout lag bij Mense Ruiter zo'n vijf jaar buiten en acclimatiseerde één jaar in de werkplaats.
De orgelkas is 8,3 meter hoog, 7,8 meter breed en maximaal 2,30 meter diep.
Het orgel telt 34 stemmen, waaronder twee transmissies, en bevat 1971 metalen pijpen en 90 houten pijpen. De kleinste pijp meet één centimeter, de grootste inclusief voet 5,5 meter. Het pijpwerk werd in Zuidwolde voor-geïntoneerd. De uiteindelijke klank-geving vond in de kerk zelf plaats. Dit proces duurde ruim twee maanden. Het totale gewicht van het instrument bedraagt negen ton. Het orgel heeft een Hollandse 19e-eeuwse romantische intonatie die vooral geschikt is voor begeleiden van de gemeentezang en inleidend en uitleidend orgelspel. In plaats van een rugwerk werd een bovenwerk geplaatst wat een betere klankuitstraling in het gebouw bewerkstelligt.
Dispositie
| Hoofdwerk     |         |
| Prestant      | 16' B/D |
| Octaaf        | 8'      |
| Roerfluit     | 8'      |
| Salicionaal   | 8'      |
| Quint         | 6' D    |
| Octaaf        | 4'      |
| Openfluit     | 4'      |
| Quint         | 3'      |
| Octaaf        | 2'      |
| Mixtuur IV-VI | 2' B/D  |
| Cornet        | V D     |
| Trompet       | 16' B/D |
| Trompet       | 8' B/D  |

| Bovenwerk      |        |
| Bourdon        | 16'    |
| Prestant       | 8'     |
| Gedekt         | 8'     |
| Viola          | 8'     |
| Octaaf         | 4'     |
| Dwarsfluit     | 4'     |
| Nasard         | 3'     |
| Gemshoorn      | 2'     |
| Terts          | 1 3/5' |
| Mixtuur III-IV | 1 1/3' |
| Echo Trompet   | 8'     |
| Fagot hobo     | 8'     |

| Pedaal    |       |
| Prestant  | 16' 1 |
| Contrabas | 16'   |
| Subbas    | 16'   |
| Octaaf    | 8'    |
| Bourdon   | 8' 2  |
| Roerquint | 6'    |
| Octaaf    | 4'    |
| Bazuin    | 16'   |
| Trombone  | 8'    |

- B = bas (linkerkant klavier)
- D = discant (rechterkant klavier)
- Transmissie wil zeggen dat pijpen uit een ander register (soms een octaaf hoger of lager) ook op een ander klavier zijn aangesloten zodat de functie van deze pijpen omvangrijker wordt.[3]

1) transmissie van HW
2) transmissie van Subbas 16'